# Small Smiles Dental Centers

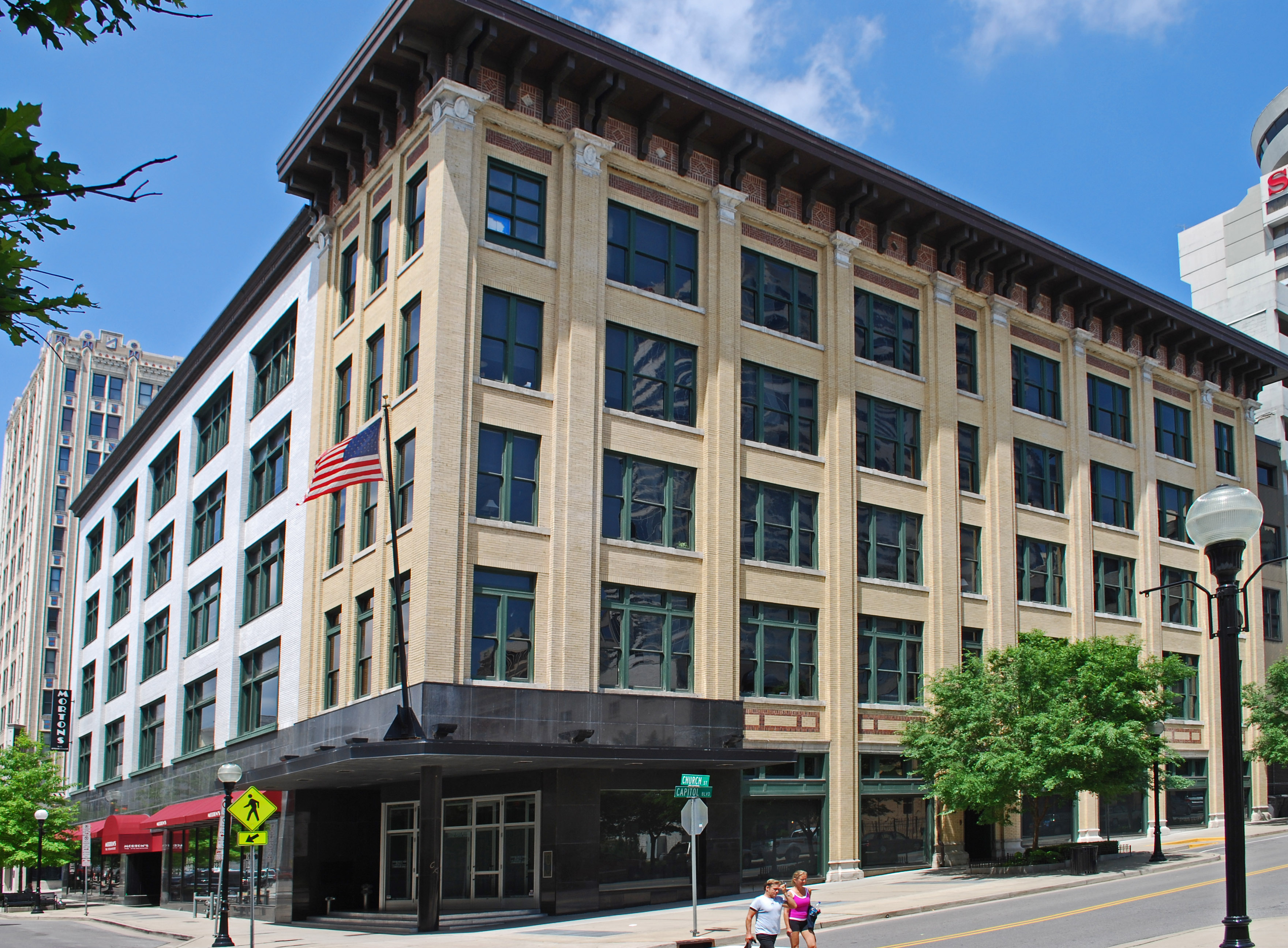
Castner-Knott Building ("Edificio Castner-Knott"), sede de Small Smiles

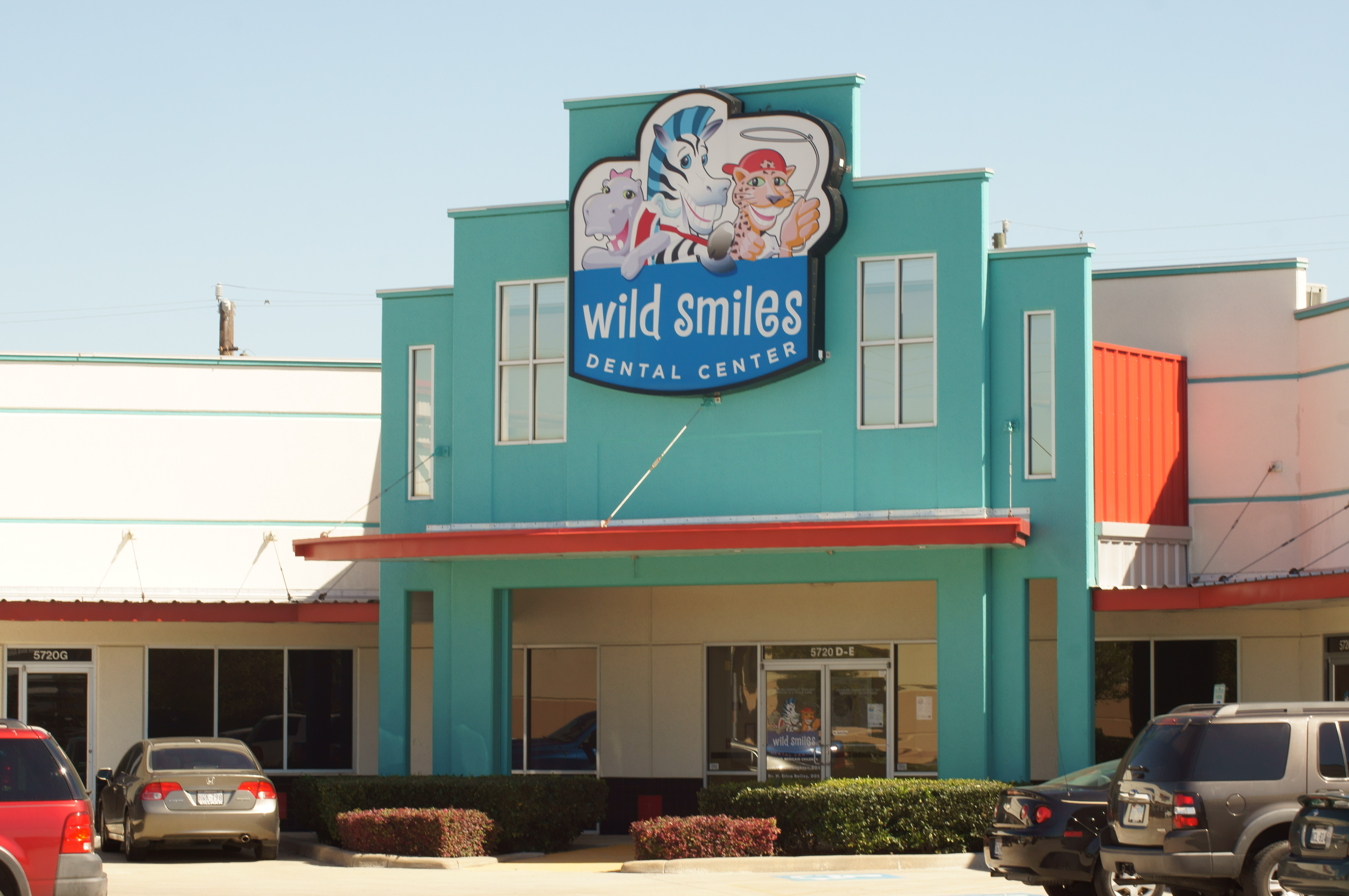
Wild Smiles Dental Center en Houston

Small Smiles Dental Centers ("Centros dentales Small Smiles", "Small Smiles" en inglés: "pequeñas sonrisas") era una cadena estadounidense de clínicas dentales para niños en Medicaid y otros programas dentales para la gente necesitada. La empresa matriz, Church Street Health Management - en referencia a la ubicación de la sede de la compañía en «Church Street» de Nashville, Tennessee era conocida antes del 1 de enero de 2011 como Forba Holdings LLC o FORBA, "For Better Access" ("Para Mejor Acceso"). 
Small Smiles gestionaron más de 70 clínicas dentales en 22 estados y Washington D. C., y alega servir a cientos de miles de niños anualmente. Es la cadena de clínicas dentales para niños más grande de los Estados Unidos. En enero de 2010, la empresa FORBA resolvió una demanda con el Departamento de Justicia de los Estados Unidos sobre un fraude con Medicaid.
En el 5 de febrero de 2015 la empresa CSHM, LLC se declaró en bancarrota del Capítulo 7.
Las clínicas tenían muchos nombres a lo largo y ancho de la geografía estadounidense , incluyendo Children's Dental Clinic ("Clínica dental para niños"), Indian Springs Dental Clinic ("Clínica dental Indian Springs"), Oklahoma Smiles ("Sonrisas de Oklahoma"), Small Smiles Dentistry ("Odontología Small Smiles"), Texas Smiles ("Sonrisas de Texas"), y Wild Smiles ("Sonrisas salvajes").

## Historia

### Propiedad de la familia DeRose
Small Smiles se originó a partir una clínica dental en Pueblo, Colorado que abrió en 1928. Previamente Small Smiles era un negocio familiar, encabezado por la familia italoestadounidense DeRose de Pueblo y Doctor William Mueller, un dentista de Denver. Bruno DeRose, el fundador de la práctica dental, se había licenciado en una escuela dental en 1928. En 1961 Edward DeRose, el padre de Michael DeRose que tenía el apodo "Spaghetti Eddie" ("Espagueti Eddie"), comenzó a practicar la odontología. Después del establecimiento de Medicaid en 1967, la clínica dental de la familia DeRose fue una de los primeras clínicas dentales que aceptar el programa de Medicaid. Michael DeRose, un graduado de la Universidad Creighton que tenía el apodo "Meatball Mike" ("Albóndiga Mike"), comenzó a practicar la odontología en la clínica de la familia en 1982. Michael DeRose dijo que Dan DeRose proporcionó algunos servicios de gestión y comercialización. Mueller y Adolph Padula, un tío de Michael DeRose, tenían intereses financieros en algunos clínicas.
En 1995 abrió la segunda clínica de Small Smiles, en Colorado Springs. Después de la apertura, el volumen de negocio aumentó. En los años 1990 tres clínicas adicionales abrieron, en Colorado y Nuevo México. En 2000, la empresa comenzó a abrir clínicas en todas las áreas de los Estados Unidos. En 2003 Michael DeRose compró una mansión valorada en $3,4 millones en la comunidad de Pueblo West, que tenía vistas al Lago Pueblo. Cary Leider Vogrin del Colorado Springs Gazette (EN) dijo que el precio de la mansión era un precio récord en el Condado de Pueblo para una residencia declarada por la oficina del asesor como "una residencia no agrícola". Vogrin dijo que las clínicas eran rentables ("The clinics have done well"). A partir de mayo de 2004, Edward DeRose se retiró de su anterior trabajo; continuó teniendo una oficina en la clínica en Pueblo.
En 2004 la The Colorado Springs Gazette informó que las clínicas de Small Smiles utilizaron tablas de inmovilización ("papoose boards") casi 7.000 veces en un período de 18 meses, de acuerdo a los registros del estado de Colorado. Michael y Edward DeRose dijeron que las clínicas de Small Smiles utilizaron las tablas para permitir a los dentistas trabajar más rápidamente en un gran número de niños. Dentistas de Small Smiles de otros estados aprendieron el método de la tabla de inmovilización en Colorado y comenzaron a usar el método en otros estados. Como resultado, una comité designado por el Colorado Board of Dental Examiners estableció una nueva ley que prohíbe el uso de tablas de inmovilización a menos que el dentista no tenga otras opciones para controlar a un niño, y requiriendo que se documenten las razones de uso en el registro del paciente.
Un artículo de 9 de mayo de 2004 del The Colorado Springs Gazette dijo que, en las clínicas de Small Smiles, los niños recibían un gran cantidad de trabajo dental. En un período de 14 meses hasta 20 de mayo de 2004, Small Smiles había facturado a Medicaid por más de $16 millones por trabajo dental. Los registros del gobierno del estado de Colorado dijeron que a muchos niños les taladraron más de 10 dientes y les dieron coronas dentales de plata en un solo día. La oficina de Medicaid del estado de Colorado puso un límite diario en coronas dentales para disminuir los pagos. En el abril de 2004, Michael DeRose dijo que los niños necesitaban una gran cantidad de trabajo dental. El Colorado State Dental Board también reportó a Edward DeRose, Michael DeRose y Mueller a dos bases de datos nacionales que sirven centros de intercambio de información sobre acciones legales contra dentistas. Los DeRose y Mueller presentaron una denuncia pidiendo a la junta que elimine sus nombres de las bases de datos.

### Después de la propiedad de la familia
En 2006 la familia DeRose vendió su parte de Small Smiles. En el septiembre y el octubre de 2006 un grupo de inversionistas liderado por Carlyle Group, Arcapita Bank, y American Capital Strategies adquirió los activos de Forba Dental Management (FORBA, LLC). Sanus Holdings, LLC fue creado para la compra de los activos de FORBA, LLC. Sanus Holdings más tarde se convirtió en Small Smiles Holding Company, LLC. El precio de venta reportado fue de $435 millones de dólares. CIT Group abrió una línea de crédito renovable. y en el septiembre de 2006, la sede de la empresa se trasladó a Nashville, Tennessee.
En 2007, una reportera de noticias de WJLA-TV, Roberta Baskin, y sus ayudantes filmaron la ceremonia de apertura de una clínica en Langley Park, Maryland, en la área metropolitana de Washington D. C. Filmaron también a niños inmovilizados, gritando durante larguísimas intervenciones dentales. El jefe dentista defendió que la clínica tenía metas de productividad y, que de toda manera, un niño podía someterse a muchas desvitalizaciones de raíces dentales (endodoncias) diariamente, para justificar tales prácticas de tan largas inmovilizaciones. WJLA-TV emitió un reportaje negativo sobre la cadena Small Smiles.
A finales del mismo año, una ciudadana de Kentucky, Debbie Hagan, empezó un blog, "Dentist the Menace" ("Dentista la amenaza"), que criticaba a Small Smiles. "Dentist the Menace" tenía noticias, trabajos de investigación de Hagan, y otros documentos. Otros periodistas utilizaron el blog para investigar la cadena. Como parte de una de estas investigaciones, las autoridades del Estado de Nueva York se pusieron en contacto con Hagan. FORBA trató de demandar a Hagan, acusándola de una infracción de derechos de autor. Pero FORBA, posteriormente, retiró la demanda. Otros canales de televisión estadounidenses investigaron clínicas de Small Smiles. De 2005 a 2008, muchos clientes presentaron quejas sobre Small Smiles. En enero de 2010, la empresa FORBA resolvió una demanda con el Departamento de Justicia de los Estados Unidos bajo la Ley de Reclamos Falsos (False Claims Act) sobre un fraude con Medicaid, al llegar a un acuerdo con dicha Administración pagando $24 millones de dólares de multa. El 1 de enero de 2011, Forba Holdings cambió de nombre y de métodos.
El 20 de febrero de 2012 la empresa declaró quiebra voluntaria ante el Tribunal de Quiebras de Nashville, donde esta la sede de la compañía, con un activo de 895 millones de Dólares y un pasivo de 303 millones, acogiéndose a la protección del  Capítulo 11 de la Ley de Quiebras de Estados Unidos.
Al mes de diciembre de 2012 Small Smiles atiende alrededor de 500.000 niños cada año. En diciembre de 2012 NBC News reveló que había investigado 63 clínicas de Small Smiles durante un período de tres años, y había descubierto acusaciones continuadas de parte de antiguos empleados, padres de familia, e investigadores del gobierno de que las clínicas realizaban procedimientos en los niños que eran por debajo del estándar e innecesarios. Chuck Grassley, miembro del Senado de los Estados Unidos, dijo que la compañía estaba defraudando a los contribuyentes and provocando abusos a niños con el fin de generar ingresos. David Wilson, el director ejecutivo, declaró en un comunicado que "los pacientes son el punto central de todo lo que hacemos en CSHM. CSHM LLC apoya a nuestros centros dentales afiliados para que puedan continuar proporcionando acceso a cuidado dental de calidad. Nuestros centros dentales atienden a aproximadamente un millón de pacientes por año, principalmente niños en comunidades con acceso marginal a cuidados dentales."
Después Channel 4 Action News WTAE-TV (EN) comenzó una investigación sobre Small Smiles, el Senado de los Estados Unidos publicó un informe sobre Small Smiles que dice que Small Smiles se pierde dinero de los impuestos, y se recomienda poner fin a Medicaid de Small Smiles. La informe dice que las clínicas de Small Smiles realiza procedimientos dentales innecesarios y realiza procedimientos dentales demasiado rápido. Grassley y Max Baucus prepararon la informe que tiene 1.500 páginas. La empresa CSHM LLC dijo que la informe no refleja las operaciones actuales de CSHM LLC.
El 2014 la Oficina del Inspector General dijo que Small Smiles está excluido de Medicaid, Medicare, y otros programas de salud del gobierno federal. En el 5 de febrero de 2015 la empresa CSHM, LLC se declaró en bancarrota del Capítulo 7.